# Eresina rougeoti
Eresina rougeoti är en fjärilsart som beskrevs av Henry Stempffer 1956. Eresina rougeoti ingår i släktet Eresina och familjen juvelvingar. Inga underarter finns listade i Catalogue of Life.